# Котроні (аеропорт)
Аеропорт Котроні (ICAO: LGKN) — невеликий аеропорт, розташований на північний захід від Марафону, Греція. Має одну з найменших злітно-посадкових смуг у світі. Обидві злітно-посадочні смуги в основному використовуються вертольотами, оскільки, як правило, Котроні є вертолітною базою. Щоб вказати, вертольотам летовище, аеропорт має ознаки вертолітного майданчика на поверхні ВПС. Має 4 вертолітних майданчики, які знаходяться на злітно-посадковій смузі і 16 позицій вертолітного паркування.